# Kováry
Kováry (dříve též Kovary či Kovar ) jsou malá vesnice, část obce Zákolany v okrese Kladno ve Středočeském kraji. V roce 2011 zde trvale žilo 104 obyvatel. Obcí protéká Zákolanský potok.

## Historie

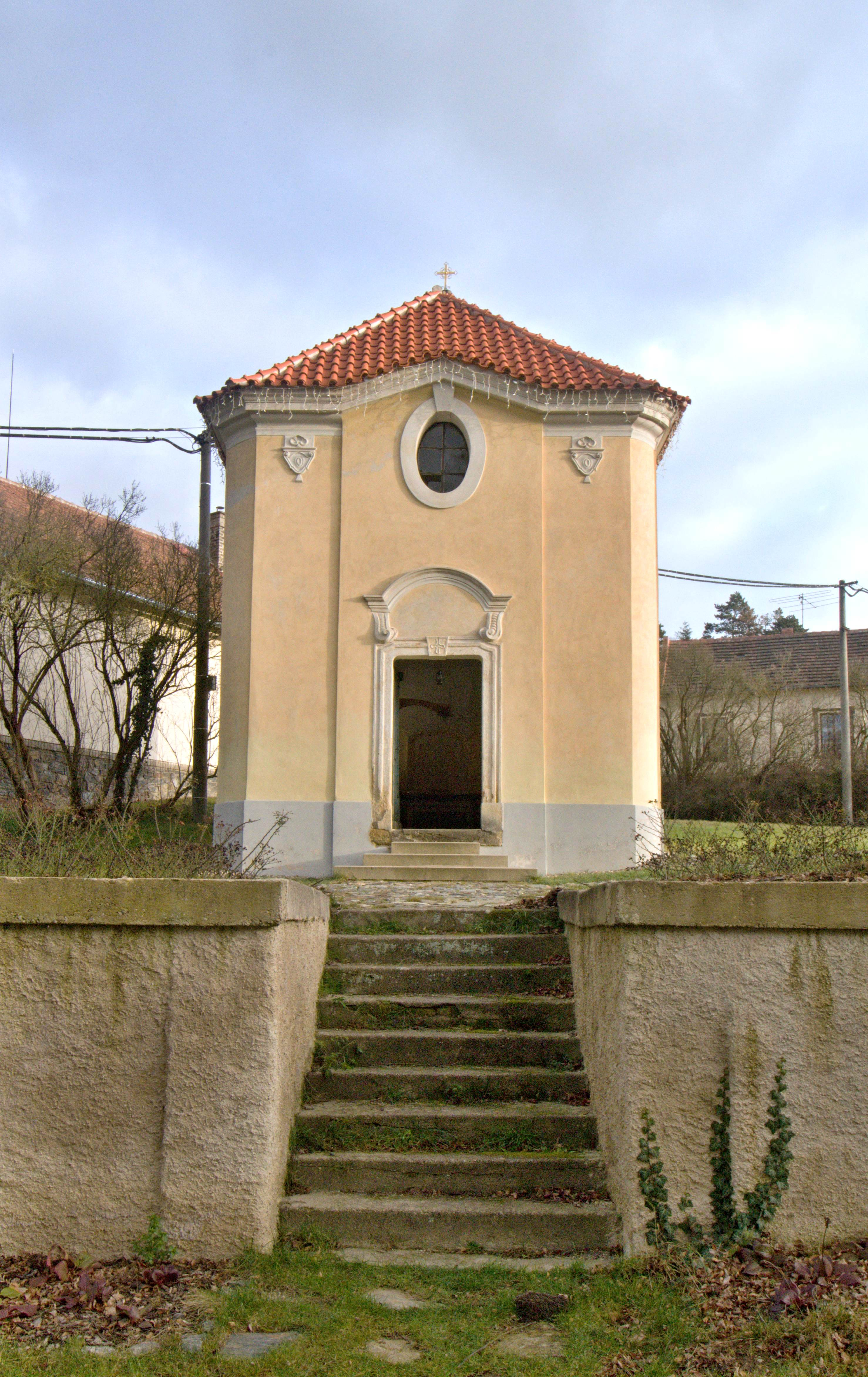
Kaplička svatého Isidora Madridského

Ačkoli dějiny vesnici souvisejí s nedalekým budečským hradištěm, první písemná zmínka o ní pochází z doby kolem roku 1348, jiné zdroje uvádí také rok 1376.
Zákolanský potok vyhledávali vynikající krajináři jako Antonín Slavíček, Jaroslav Panuška, Otakar Lebeda, či místní malíř Josef Holub.

## Přírodní poměry
Nedaleko jihovýchodního okraje vsi se nachází přírodní památka Kovárské stráně vyhlášená roku 1987 s ohroženými druhy. Úsek Zákolanského potoka v jižní části katastrálního území k mostu silnice II/101 je chráněn jako přírodní památka Zákolanský potok.

## Obyvatelstvo
| Rok            | 1869 | 1880 | 1890 | 1900 | 1910 | 1921 | 1930 | 1950 | 1961 | 1970 | 1980 | 1991 | 2001 | 2011 | 2021 |
| -------------- | ---- | ---- | ---- | ---- | ---- | ---- | ---- | ---- | ---- | ---- | ---- | ---- | ---- | ---- | ---- |
| Počet obyvatel | 166  | 161  | 184  | 233  | 193  | 219  | 191  | 153  | 135  | 108  | 90   | 80   | 65   | 104  | 112  |
| Počet domů     | 26   | 26   | 29   | 25   | 27   | 32   | 39   | 49   | 49   | 38   | 35   | 39   | 42   | 41   | 47   |

## Obecní správa
Při sčítání lidu v letech 1850–1909 Kováry byly osadou obce Trněný Újezd, se kterým patřily nejprve do okrese Rakovník, ale od roku 1869 v okrese Smíchov. V letech 1910–1960 byly samostatnou obcí, se kterým patřily nejprve do okresu Smíchov, ale v roce 1930 v okrese Praha-venkov, posléze v roce 1950 v okrese Kralupy nad Vltavou a od roku 1960 v okrese Kladno. Od 1. července 1960 jsou částí obce Zákolany v okrese Kladno.

## Doprava
Přibližně půl kilometru od jižního okraje obce je železniční zastávka Kováry na trati Hostivice–Podlešín

## Pamětihodnosti
Nad severovýchodním okrajem vesnice se nachází přemyslovské hradiště Budeč s románskou rotundou svatých Petra a Pavla.